# Daijō-kan

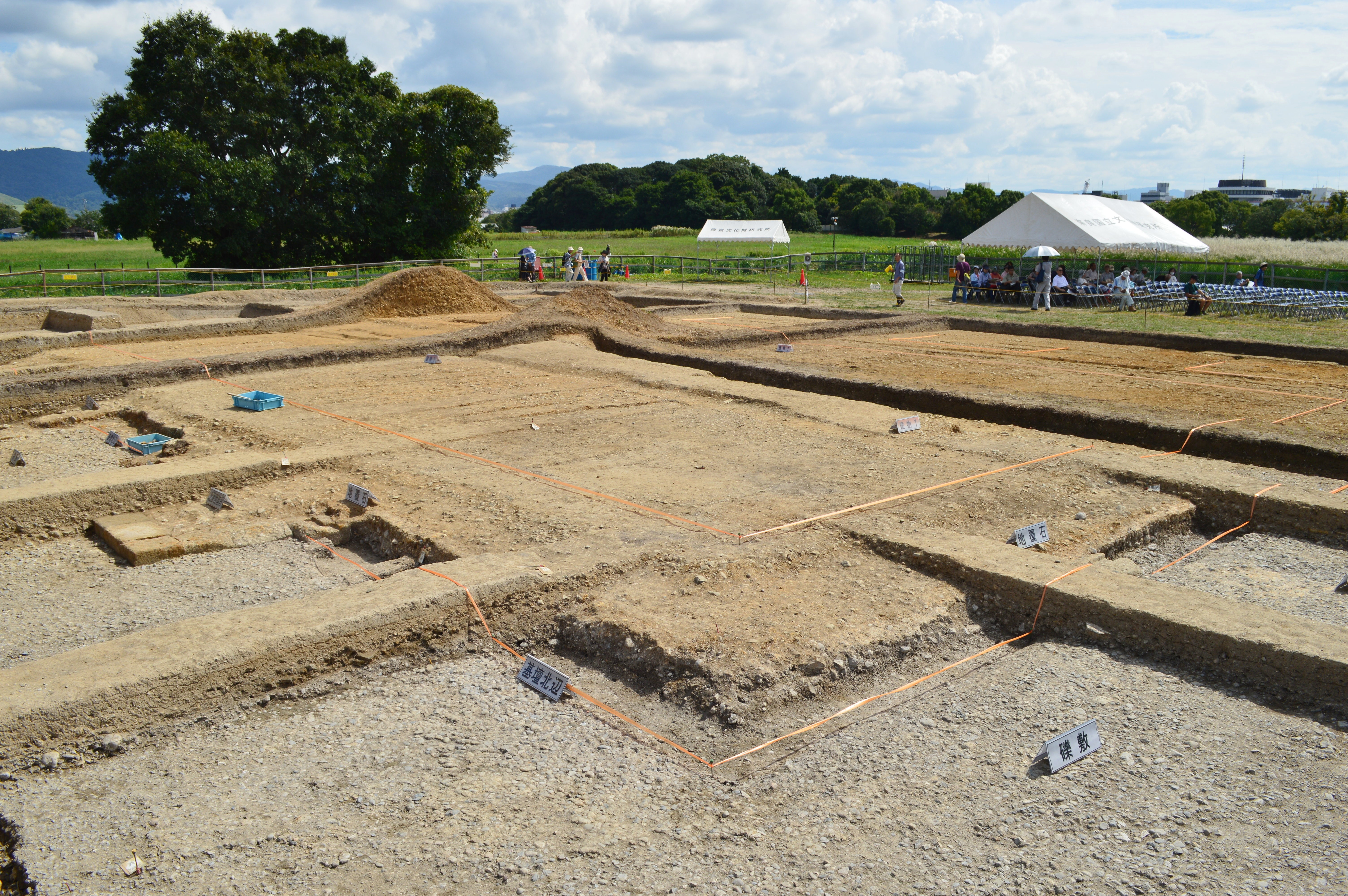
Il presunto sito del Daijō-kan al Palazzo Heijō

Sigillo del Daijō-kan

Il Daijō-kan o Dajō-kan (太政官?) o Gran consiglio di Stato era l'organo più importante del governo imperiale nel Giappone premoderno basato sul sistema legale Ritsuryō soprattutto drante i periodi Nara e Heian. Ripristinato dopo la restaurazione Meiji, viene poi rimpiazzato dal Gabinetto nazionale del Giappone.
Tale consiglio ed i suoi ministri secondari gestivano tutti gli affari giudiziari, esecutivi e legislativi in conformità con il sistema Ritsuryō, mentre il Jingi-kan (神祇官?, Dipartimento del Culto), gestiva tutte le questioni riguardanti i rituali shintoisti, il clero ed i santuari.

## Storia
Questo corpo amministrativo centrale compare per la prima volta nel codice Asuka Kiyomihara, del 689, ed è composto da tre ministri: il Daijō-daijin (cancelliere), il Sadaijin (ministro della sinistra) e l'Udaijin (ministro della destra). Fu consolidato attraverso il codice Taihō, nel 702.
Il Daijō-kan perse gradualmente potere nel corso del X e XI secolo, quando il clan Fujiwara, che dominava la carica di reggente imperiale, iniziò a dominare anche il Daijō-kan. Divenne poi consuetudine che un reggente ricoprisse anche la carica di cancelliere o di ministro della destra, o addirittura entrambe.
Nel XII secolo, il consiglio era sostanzialmente impotente come entità indipendente, anche se sembra certo che il sistema non fu mai formalmente smantellato.
Anche dopo l'avvento della società dei samurai, continuò a funzionare come organo politico durante il periodo Kamakura (1185-1333), ma nel periodo Muromachi (1333-1568) si trasformò gradualmente in uno strumento ridotto e divenne semplicemente un titolo che denotava il rango. Il Daijō-kan è rimasto in vigore fino alla Restaurazione Meiji, quando il sistema Ritsuryō è stato abolito.

## Organizzazione e gerarchia
Il Daijō-kan era così organizzato:
- Daijō-daijin (太政大臣?, Cancelliere del regno)[2], posizione non permanente, senza doveri ufficiali, si trattava di una sorta di titolo onorifico.
- Sadaijin (左大臣?, Ministro della Sinistra)[2] di fatto il capo dell'amministrazione.
- Udaijin (右大臣?, Ministro della Destra) [2]assiste il Sadaijin.
- Naidaijin (内大臣?, Ministro dell'Interno) [2]
- Dainagon (大納言?, Gran Consigliere)[2] comunemente sono presenti tre Dainagon.
- Chūnagon (中納言?, Consigliere)[2] comunemente sono presenti tre Chūnagon, abolito dal Codice Taihō ma ripristinato come funzionario non ufficiale.
- Shōnagon (少納言?, Consigliere Minore)[2] comunemente sono presenti tre Shōnagon.
- Sangi (参議?, Consigliere associato)[3], aveva funzione di gestione delle attività del daijō-kan all'interno del palazzo[4].
- Sadaiben (左大弁?, Controllore maggiore della sinistra), questo amministratore era incaricato o incaricato di supervisionare quattro ministeri: Centro (中務省?, nakatsukasa-shō), Affari Civili (治部省?, jibu-shō), Cerimonie (式部省?, shikibu-shō) e Affari popolari (民部省?, minbu-shō)[4].
- Udaiben (右大弁?, Controllore maggiore della destra), questo amministratore era incaricato di supervisionare quattro ministeri: Affari Militari (兵部省?, hyōbu-shō), Giustizia (刑部省?, gyōbu-shō), Tesoro (大蔵省?, ōkura-shō) e Casa Imperiale (宮内省?, kunai-shō)[4].
- Geki (外記?, Segretariato esterno) uomini appositamente nominati che agiscono a discrezione dell'imperatore[4].

Il paese era diviso in province chiamate kuni (国?), amministrate da governatori (国司?, kokushi) nominati dal daijō-kan. Le province (-kun) erano a loro volta divise in distretti chiamati -gun o -kōri (郡?), amministrati da governatori distrettuali (郡司?, gunji) nominati dai nobili locali. All'inizio dell'VIII secolo c'erano 592 distretti divisi in 66 province.